# Alakanuk
Alakanuk is een plaats (city) in de Amerikaanse staat Alaska, en valt bestuurlijk gezien onder Wade Hampton Census Area.

## Demografie
Bij de volkstelling in 2000 werd het aantal inwoners vastgesteld op 652.
In 2006 is het aantal inwoners door het United States Census Bureau geschat op 700, een stijging van 48 (7,4%).

## Geografie
Volgens het United States Census Bureau beslaat de plaats een oppervlakte van
106,2 km², waarvan 83,8 km² land en 22,4 km² water.

## Plaatsen in de nabije omgeving
De onderstaande figuur toont de plaatsen in een straal van 112 km rond Alakanuk.